# Charlotte Link – Die Suche
Charlotte Link – Die Suche ist ein zweiteiliger Fernsehfilm aus dem Jahr 2021 nach Charlotte Links gleichnamigem Roman unter der Regie von Till Franzen. Die deutschsprachige Erstausstrahlung fand am 28. und 30. Oktober 2021 im Ersten statt.

## Handlung

### Teil 1
Ein regnerischer Herbstabend in Scarborough: Die 14-jährige Hannah Caswell wartet am menschenleeren Bahnhof vergeblich auf ihren Vater Ryan. Wenig später ist die Schülerin wie vom Erdboden verschluckt. Der alkoholsüchtige Detective Chief Inspector Caleb Hale übernimmt den Fall, hat aber keinen Erfolg.
Zwei Jahre später wird im Hochmoor eine Mädchenleiche gefunden. Es ist jedoch nicht Hannah, sondern eine andere Vermisste gleichen Alters. Während die Medien über einen psychopathischen "Hochmoor-Killer" spekulieren, verschwindet auf dem Parkplatz eines Supermarkts erneut eine 14-Jährige, die Schülerin Amelie Goldsby. Ihre Mutter Deborah setzt erst gar nicht auf die örtliche Polizei. Sie und ihr Mann Jason bitten verzweifelt die Scotland-Yard-Beamtin Kate Linville um Hilfe, die Gast in ihrer familiären Pension ist.
Die erfahrene Ermittlerin möchte sich jedoch keinesfalls – außerhalb ihrer Zuständigkeit und mit privaten Angelegenheiten ausgelastet – in die Arbeit ihres Kollegen und Ex-Geliebten Caleb einmischen. Als sich "der Fall Amelie" unerwartet dreht, kann Kate sich nicht mehr entziehen. Sie gibt sich als Journalistin aus und taucht in eine Verbrechensserie ein, die ihresgleichen sucht.

### Teil 2
Die 14-jährige Amelie ist wieder zurück bei ihrer Familie. Seit ihrem Verschwinden und der Rettung durch Alex Barnes scheint die Teenagerin jedoch wie ausgetauscht. Bei einem Ausflug ins Hochmoor verschwindet Amelie erneut.
Detective Chief Inspector Caleb Hale gerät nun noch mehr unter Druck: Er tappt nicht nur bei der Suche nach dem "Hochmoor-Killer" und einer Vermissten im Dunkeln, nun verliert er die einzige Zeugin trotz Personenschutz! Sofort lässt Caleb nach Amelies zwielichtigem "Retter" Alex fahnden, der eine Belohnung von ihren Eltern erpresst hat und seither untergetaucht ist. Eine schmerzhafte Überraschung erlebt der Chefermittler, als er einen Verdächtigen aufsucht: Der Bootstour-Betreiber Chapland hat eine Affäre mit Kate Linville!
Die Scotland-Yard-Beamtin nimmt keine Rücksicht mehr auf ihren Ex-Geliebten und dessen Zuständigkeit für den Fall. Ihre Dienstmarke von Scotland-Yard kann sie hier allerdings nicht einsetzen. Als Journalistin getarnt, stößt Kate auf einen weiteren Entführungsfall. Um die Ausreißerin Mandy zu retten, die in einem einsamen Landhaus gefangen ist, muss Kate jedoch ihr eigenes Leben aufs Spiel setzen.

## Hintergrund
Der Film wurde vom 12. Oktober 2020 bis zum 4. Dezember 2020 an 42 Drehtagen in Leeds und Scarborough gedreht. Seit dem 25. Oktober 2021 ist der Film in der ARD Mediathek verfügbar.

## Rezeption

### Kritiken
„Drei Stunden Sendezeit verleiten […] oft dazu, sich in Nebenschauplätzen zu verzetteln, weshalb gerade der erste Teil einige Längen hat. Der zweite entwickelt sich dagegen tatsächlich zum Thriller, zumal Franzen einige Szenen von enormer Intensität gelungen sind; das gilt vor allem für eine Schnittfolge mit Gänsehauteffekt wie aus einem Horrorfilm, der sich als Alptraum entpuppt.“

### Einschaltquoten
Die Erstausstrahlung von Teil 1 verfolgten 5,58 Millionen Zuschauer im ersten Programm der ARD, was einem Marktanteil von 20,1 % entsprach.